# Klórsav
A klórsav a klór egyik oxosava, sói a klorátok, képlete HClO3. Erős sav (pKa ≈ −2,7) és erős oxidálószer.
Bárium-klorát és kénsav reakciójával lehet előállítani, a folyamat során a vízben oldhatatlan bárium-szulfát csapadékként leválik:
Ba(ClO3)2 + H2SO4 → 2HClO3 + BaSO4
Elő lehet állítani hipoklórossav melegítésével is:
3HClO → HClO3 + 2 HCl
Hideg vizes oldata maximum mintegy 30%-os töménységig stabil. 30%-40%-os oldatot csökkentett nyomáson történő bepárlással lehet előállítani. Ennél töményebb oldatokban vagy melegítés hatására a klórsav bomlik:
8 HClO3 → 4 HClO4 + 2 H2O + 2 Cl2 + 3 O2
3 HClO3 → HClO4 + H2O + 2 ClO2
Bomlását kinetikai tényezők befolyásolják, a klórsav a diszproporcióval szemben termodinamikailag nem stabil.
A klórsav veszélyesen erős oxidálószer, a legtöbb szerves és éghető anyaggal érintkezve azokat hirtelen elégeti. Például ha cukor és kálium-klorát elegyéhez tömény kénsavat adunk, akkor a keverék – a keletkező klórsav hatására – meggyullad.
Molekulaalkata a vegyértékelektronpár-taszítási elmélet szerint trigonális piramis. A klórsav molekulái az oldatban szinte teljes egészében disszociálódnak. A klorátionok igen gyenge bázisok. Oxidálóképessége savas közegben erősebb, mint bázisos körülmények között, amit a redoxpotenciálok értéke is mutat:
| redox pár    | oxidációs szám | standardpotenciál pH = 0 | standardpotenciál pH = 14 |
| ------------ | -------------- | ------------------------ | ------------------------- |
| HClO4 /HClO3 | (+VII)/(+V)    | +1,19 V                  | +0,36 V                   |
| HClO3 /ClO2  | (+V)/(+IV)     | ?                        | ?                         |
| HClO3 /HClO2 | (+V)/(+III)    | ?                        | ?                         |
| HClO3 /HClO  | (+V)/(+I)      | +1,43 V                  | +0,50 V                   |
| HClO3 /Cl2   | (+V)/(0)       | +1,47 V                  | +0,48 V                   |
| HClO3 /Cl−   | (+V)/(−I)      | +1,45 V                  | +0,62 V                   |

## Fordítás
Ez a szócikk részben vagy egészben  a   Chloric acid című angol Wikipédia-szócikk fordításán alapul.  Az eredeti cikk szerkesztőit annak laptörténete sorolja fel. Ez a jelzés csupán a megfogalmazás eredetét és a szerzői jogokat jelzi, nem szolgál a cikkben szereplő információk forrásmegjelöléseként.
Ez a szócikk részben vagy egészben  a   Chlorsäure című német Wikipédia-szócikk fordításán alapul.  Az eredeti cikk szerkesztőit annak laptörténete sorolja fel. Ez a jelzés csupán a megfogalmazás eredetét és a szerzői jogokat jelzi, nem szolgál a cikkben szereplő információk forrásmegjelöléseként.